# Takfarnias
Takfarnias (zm. 24 r. n.e.) – Numidyjczyk, który od roku 17 n.e. przewodził powstaniu w rzymskiej prowincji Numidii i Afryce prokonsularnej. Wyszkolenie zdobył służąc w armii rzymskiej. Wspomagany atakami niepodległych plemion afrykańskich i mający za sobą poparcie znacznej części ubogiej ludności prowincji okazał się niebezpiecznym przeciwnikiem dla Rzymian, wojna z nim trwała 7 lat. Dopiero sprowadzony z Pannonii namiestnik Juniusz Blezus, który przybył wraz z jednym legionem i za zwycięstwa odniesione w roku 22 otrzymał tytuł imperatora, przysługujący już tylko członkom rodziny cesarskiej. Powstanie Takfarniasa złamano ostatecznie dopiero w 24 r., a sam wódz zginął.